# شهرستان دانبرووا
شهرستان دانبرووا (به لهستانی: Powiat Dąbrowa) یک شهرستان در لهستان است که در استان لهستان کوچک‌تر واقع شده‌است. شهرستان دانبرووا ۵۳۰٫۰ کیلومتر مربع مساحت و ۵۸٬۵۷۲ نفر جمعیت دارد.